# إريكو أساي
إريكو أساي (باليابانية: 浅井えり子؛ بالكانا: あさい えりこ) هي منافسة ألعاب القوى يابانية، ولدت في 20 أكتوبر 1959 في أداتشي في اليابان.

## وصلات خارجية
- إريكو أساي على موقع الاتحاد الدولي لألعاب القوى (الإنجليزية)
- إريكو أساي على موقع اللجنة الأولمبية الدولية (الإنجليزية)
- إريكو أساي على موقع أوليمبيديا (الإنجليزية)